# 美好年代 (電視劇)
《美好年代》，原劇名《美好的1995》，官方英文名A Good Day，為2016年中視、中天電視首部自製八點檔大戲，由劉奕兒、禾浩辰、安俊朋、黃仁德、楊銘威主演。2016年5月16日開拍，7月11日舉辦首映會。7月12日起於中視主頻、中天娛樂台聯合首播，9月23日全劇殺青。10月11日播出最終回，全劇共66集。本劇以鄧麗君的歌為故事題材，此故事從1995年鄧麗君逝世所造成的轟動開始。
本劇有二個版本，2016年播出原版66集（60分/集），2017年於中天綜合台播出經典版23集（120分/集）。經典版除濃縮精華外，也破紀錄首見「重拍新結局」。

## 播出時間
以下時間以當地時間（台灣時間）為準

### 首播
| 頻道       | 所在地   | 播放日期                     | 播放時間                |
| ---------- | -------- | ---------------------------- | ----------------------- |
| 中視主頻   | 臺灣     | 2016年7月12日-2016年10月11日 | 每週一至週五20:00~21:00 |
| 中天娛樂台 | 臺灣     | 2016年7月12日-2016年10月11日 | 每週一至週五21:00~22:00 |
| LINE TV    | 臺灣     | 2016年7月27日                | 每週一至週五12:00更新   |
| KBS World  | 全球地區 | 待定                         | 星期六、日 13:00-15:00  |

### 重播
| 頻道        | 所在地   | 播放日期                    | 播放時間                              |
| ----------- | -------- | --------------------------- | ------------------------------------- |
| 中視主頻    | 臺灣     | 2016年7月12日 （至8月12日） | 每週一至週五 23:00-00:00              |
| 中視主頻    | 臺灣     | 2016年7月13日               | 每週一至週五 13:00-14:00              |
| 中視主頻    | 臺灣     | 2016年8月15日               | 每週一至週四 23:00-00:00              |
| 中視主頻    | 臺灣     | 2019年2月25日               | 每週一至週五 21:00-22:00              |
| 中視主頻    | 臺灣     | 2016年8月20日               | 每週六 00:00-01:00                    |
| 中天娛樂台  | 臺灣     | 2016年7月13日               | 每週二至週六 00:00-01:00 （至9月3日） |
| 中天娛樂台  | 臺灣     | 2016年7月13日               | 每週一至週五 08:00-09:00              |
| 中天娛樂台  | 臺灣     | 2016年7月13日               | 每週一至週五 12:00-13:00              |
| 中天娛樂台  | 臺灣     | 2016年7月13日               | 每週一至週五 20:00-21:00              |
| 中天娛樂台  | 臺灣     | 2016年7月16日               | 每週六至週日 16:00-19:00              |
| 中天綜合台  | 臺灣     | 2016年7月13日               | 每週一至週五 18:00-19:00              |
| 中天綜合台  | 臺灣     | 2017年2月23日               | 每週一至週五 20:00-22:00              |
| Astro全佳HD | 马来西亚 | 2017年7月27日               | 每天 07:30-08:30                      |
| Astro全佳HD | 马来西亚 | 2017年7月27日               | 每天 12:00-13:00                      |

## 演員列表

### 主要演員
| 演員   | 角色   | 介紹 | 登場集數                   |
| 劉奕兒 | 溫小光 | 17-38-40歲，溫家長女。整個人看來異常的…「平凡」，做任何事情都在及格邊緣，迷偶像功課很差。小光在一個充滿愛的家庭長大，媽媽嚴格爸爸開明，還有非常了解她的弟弟大威....她如同陽光一般的活潑開朗，個性樂觀海派有義氣，重感情為別人著想。是美好里「小唬隊」的隊長，也是唯一的女生。小時候寫的所有日記幾乎每篇都跟江心遠有關，其實她自己都不知道他曾經那麼依賴阿遠， 只是在升高三那年暑假認識到家中寄宿，父親好友的小孩季杰，二人個性天差地遠本來水火不容，在無意間得知季杰的家庭狀況，而開始心疼季杰。因為模擬考成績最後一名，季杰主動要求替自己補習，從一開始的被動排斥到積極接受、並且開始有了自己追求的目標，兩人的關係漸漸的從冷水變成滾水，小光開始在意季杰，也在聯考結束、季杰離開當天確定自己喜歡他，但愛情還沒開始就結束了。而季杰離開後，小光一直都想念他，努力在學業與工作上打拼，就是想要看到季的世界。 小光最後選填志願考上世新大學傳播系，太重感情，畢業至今只做了兩份工作，在一家公關公司擔任總監，因為被老闆「紐哥」拐騙成為公司股東，並承接老闆落跑後的債務，為了還債，在家人好友支持下成立美好行銷公司。 與飯店集團執行長季杰再次相遇後，重燃初戀情懷，但因二人身分差距、季杰曾結過婚、加上父親及周遭人的反對，雖然仍愛著季杰，但對是否與他攜手一直遲疑。 2016年原版結局將鋪陳已久的季光戀在最後一刻大反轉，讓小光選擇與顧俊朋一起。但此結局播出後觀眾反應激烈，基於廣大觀眾要求，中天電視於2017年推出「經典版」修改結局，劇情安排再經過數年後，小光與季杰重逢拍攝婚紗照，共結連理 。 | 全劇                       |
| 禾浩辰 | 江心遠 | 17-38歲， 江家獨子。自小就跟姊姊學習鋼琴，但自從媽媽離開後，琴藝就擱置，開始變得叛逆，雖然看似叛逆，卻是好友中的孩子王，懂得分享懂得照顧朋友，朋友受傷共患難，自己的痛苦偏偏都壓抑著。他有一個當訓導主任的爸爸。心遠叛逆的方式，就像義氣版的韋小寶一樣，雖然愛惹事生非，但總是能判斷情勢，打得贏的架才打，打不贏的架就帶頭閃人，回家卻跟爸爸說傷口是因為運動跌倒。 總以欺負溫小光為樂，但有時卻看她可憐，還會偷偷彈起鄧麗君的歌給她安慰。升高三後的模擬考與季杰並列第二名，但為了向蔣安妮證明，卻在期中考得到第一名後，突然發現自己喜歡溫小光，知道溫小光喜歡季杰卻因嫉妒隻字未提季杰喜歡小光。 畢業後得知媽媽還活著的事實，無法原諒爸爸與姐姐的隱瞞，與媽媽為了圓夢而拋下年幼的自己，開始拒絕聯考，最後在大家勸說之下卸下心房，如期參加聯考。考上成功大學企管系，後來轉到建築系，之後到日本當交換學生，畢業後成為一名建築師。19年後回到美好里，受託替美好里規劃新住宅。 在長久掙扎後，放棄對溫小光的感情，從高中後他跟溫小光表白後，就開始疏遠美好里，小光對阿遠的愛，從來沒有說出口的曖昧，若有似無，永遠藏在他們的心中。之後與安妮同回日本發展。 | 1-64                       |
| 安俊朋 | 顧俊朋 | 17-38歲，愛青獨子，從母姓，個性體貼、成績優異，擅長各種家務，夢想出國留學。最害怕媽媽亂談戀愛。 暗戀溫小光。所以在溫小光和包琳琳吵架之際，和包琳琳說了真心話，謝謝她喜歡他的這份感情。卻對季杰和小光的關係發展感到無所適從。在江心遠與吳博啟冷戰時，充當和事佬的角色，化解了小唬隊分開的危機。因為顧愛青在愛情上的傷痕累累，因此反對母親和江鐵雄在一起。期中考過後，與母親發生爭執，要求江鐵雄先證明其對母親的真心，在自己大學畢業前兩人不能結婚。聯考分數可上台大，為了小光選擇世新大學新聞系，畢業後回到高中母校當老師。因為小光20年的玩笑話（約定）- 雙方20年後沒對象就結婚，一直都沒交女朋友，因此遭博啟懷疑是同性戀。現已向小光告白並打算求婚。 心裏認定小光對自己只是朋友之情，放下對小光近30年的情感，將小光託付給季杰，準備出國念博士。2016年原結局與小光從友情變愛情，2017年經典版則是出國讀書，追尋自己的夢想。 | 1-44,46-66                 |
| 黃仁德 | 季     | 17-38-40歲，飾演俊朋情敵，雖然有錢，但仍不敵俊朋的魅力，最後小光和俊朋在一起 2016年原版結局，季杰察覺小光對自己態度舉棋不定，最後放手成全小光與俊朋，但在2017經典版中則安排二人再次分離。 | 11-16,18-46,48,54-61,63-66 |
| 楊銘威 | 吳博啟 | 17-38歲，吳家長子，父母因為工作長年不在身邊，從小就跟在阿遠旁邊。為了蔣安妮跟阿遠比賽。 非常重視友情，覺得兄弟才是最重要的，所以對江心遠讓步。後來卻無意間得知江心遠拒絕蔣安妮，認為他不重視自己讓步的心意，還為之吵了一架與冷戰。現已和江心遠和好。因為父母經商失敗，欠地下錢莊一大筆債務，包媽替他還清債務，為了還包媽錢，自動到包家餅店工作，也替包家招攬到許多生意，在包子被男友拋棄後為了讓她能夠安心生下寶寶，與包子公證結婚，並一起扶養包子的女兒：悠悠。2016年與包琳琳結婚。某日看見包子與俊朋從金飾店出來，對包子與俊朋間的舉動與秘密而感到吃味。 因小時候缺乏父母關愛，博啟十分珍惜與包子的家庭，也成為餅店成功的老闆。 | 1-40,42-44,46-65           |

### 其他演員
| 演員     | 角色   | 介紹 | 登場集數                                                 |
| 郭文頤   | 包琳琳 | 17-38歲，外號「包子」，溫小光的好閨蜜，心寬體胖，最喜歡偷看羅曼史。2016年與吳博啟結婚，高中時喜歡顧俊朋。 為了讓顧俊朋喜歡她，無所不用其極，使顧俊朋不堪其擾。曾誤會溫小光是故意介入她和顧俊朋之間，與溫小光絕交。後顧俊朋和她說了真心話，讓她釋懷和溫小光和好。曾認為溫小光和季杰之間有曖昧，決心幫助顧俊朋剷除情敵。參加大學重考班認識老師-麥可，進而交往，被劈腿而分手後發現自己已有身孕，因媽媽反對自己將孩子生下來，便請求博啟與她假結婚，最後順利生下女兒：悠悠。 成年後，雖然支持俊朋20年，希望俊朋能夠與小光在一起，但還是很尊重小光的意見，不管小光最後選擇誰，只要小光幸福就好。 在安妮懷孕事件之後，了解到與博啟間真正的情感。                                   | 1-16,19-35,37-38,42-43,46-49,51-56,58-65                 |
| 池端玲名 | 蔣安妮 | 17-38歲，台日混血，是男生喜歡、女生忌妒的聰明清秀氣質款，生長於富裕環境，帶有嬌氣，讀書時備受排擠，是個不折不扣的雙面人，但安妮從不在意。 對江心遠有興趣，亦發現江心遠對溫小光的特別。在模擬考之後向江心遠表達了自己的心意，但被拒絕，便不搭理江心遠。回日本前向阿遠告白，亦請小光幫忙看好阿遠，並將阿遠發生的點滴記錄下來。 20年後回到美好里，曾短暫住在小光家，曾經與阿遠在日本交往半年，分手後，不願放棄這段感情，所以追回臺灣。 因深陷對阿遠的愛卻未能收到對等的回應，因而罹患憂鬱症，後與阿遠一起回到日本。 | 1-13,16-17,19-26,28-29,31,37-39,45,50,57-64              |
| 黃韻玲   | 鄧麗芳 | 37-58歲，美好里里長夫人，溫小光、溫大威的母親，溫廣德的太太。現職為家庭縫紉店老闆娘，在當地有「小鄧麗君」的稱號，更是真正的地下里長。 總是拿溫小光和蔣安妮、季杰比較，希望溫小光能夠進步。望子成龍的心情非常急切，導致知道溫小光模擬考拿了最後一名，便感到心灰意冷。後在季杰的主動提議下，立刻答應他幫溫小光補習。 對這群孩子視如己出，當季媽要求將季杰帶回美國時，向其提醒季杰是需要青春的回憶，在季杰要回美國時感到十分不捨；20年後在小光被老闆欺騙、欠了三百萬債務後，擔任美好行銷公司的財務長。 得知俊朋、季喜歡小光，不干涉女兒的選擇。 | 1-63,65                                                  |
| 馬念先   | 溫廣德 | 美好里里長，溫小光、溫大威的父親，鄧麗芳的丈夫。 好好先生一個，為了讓美好里更美好，願意奉獻自己的一切。對孩子們總是灌輸做人處事的道理。原覺得孩子的考試成績並不需要太看重，可在模擬考之後改變了看法，與妻子一同認為溫小光需要好好學習，立刻答應了季杰的提議。 20年後已退休不再當里長，在小光被老闆欺騙、欠了三百萬債務後，擔任美好行銷公司的企劃長。認為小光與季杰身份差異過大，以及季杰已婚、離過婚的身份，反對雙方交往。 | 1-65                                                     |
| 陳志強   | 江鐵雄 | 江心遠、江心怡的父親，高中的訓導主任兼數學老師。台東中學的校長。20年後退休。人如其名，嚴肅的外表下拿兒子阿遠沒有辦法。與顧愛青朝夕相處下有了好感，但未說出口。在秀珍敘述瑜伽教室的人對顧愛青流言蜚語時，要秀珍把「妳是狐狸精」這句話收回去，反倒被秀珍指責。開始避開顧愛青，讓顧愛青感到受傷，顧俊朋因而說向他說他們倆人並不適合，也被曾甜美大聲斥責是沒擔當的男人。 2016年向愛青求婚，被以俊朋的爸爸回來而遭拒，後被愛青要求分手。與愛青分手後每天讚借酒澆愁，後得知其原因，想要給愛青一個婚禮，並請求溫太幫忙製作小禮服要送給愛青。後得知愛青的病情，與她結婚並盡力完成愛青的夢想。                                                                                     | 1-6,8-10,12-19,23-35,37-38,40,42-44,47-50,53,56-58,62-63 |
| 王宇婕   | 顧愛青 | 顧俊朋的母親，鄧麗芳的國小到高中同學，是個浪漫小女人，開店創業充滿夢想，但卻不切實際。 對包達仁只有像大哥哥和好鄰居的感覺，很羨慕曾甜美有這樣的老公。對江鐵雄即時的援助感到溫暖，覺得他是自己生命中特別的人，開始為他學習做菜。因在菜市場與江鐵雄的親暱舉動，導致秀珍當著眾人的面前說她的壞話。雖然她還是照舊給江鐵雄送便當，卻被拒絕，感到非常失落。 與江鐵雄交往20年，因為得知身體出了狀況（確診為卵巢癌末期），向鐵雄謊稱俊朋的爸爸已經回來，並要求分手。希望俊朋快點結婚完成自己的心願。後與鐵雄共結連理，完成婚禮後與鐵雄實現環島的心願。 | 3,6-12,16-17,20,22-27,29-40,42-44,47-51,53-56,59-63      |
| 邵昕     | 包達仁 | 曾甜美的丈夫，包琳琳的父親，在美好里宣揚馭妻術，把溫廣德和江鐵雄唬得一愣一愣，但是他把自己吹捧得越高，妻子曾甜美就越凶悍。初戀是顧愛青，不停的關心她，差點與曾甜美離婚。後得知顧愛青的想法，便熄了這樣的心情，安份下來。 經過仙人跳的事件後，與甜美面臨到離婚的危機，在雙方互相說出真心話之後，決定重修舊好。 | 3-26,28,30-34,43,45-53,56,61-63                          |
| 張可昀   | 曾甜美 | 40-61歲，民國44年出生，包達仁的妻子，包琳琳的母親，身兼包租婆以及糕餅店老闆娘的身分，有貴婦的財力但是沒有貴婦的品味，鋒頭老是被顧愛青搶走。 曉得顧愛青是包達仁的初戀，所以對她曾抱有敵意，後來在鄧麗芳的勸說下，開始同情她一人撫養小孩長大的辛苦，刀子嘴豆腐心的幫忙顧愛青。曾介紹秀珍給江鐵雄認識，但之後極力撮合江鐵雄和顧愛青，讓秀珍感到不開心。看到顧愛青被江鐵雄拒絕，氣得在大街上打罵江鐵雄，替顧愛青感到不平。出面向地下錢莊協調，幫助博啟的父母解決債務。與達仁面臨到離婚的危機，在雙方互相說出真心話之後，決定重修舊好。 20年後將餅店交給博啟夫妻管理，平時積極參與國標舞的活動，對於季杰很友善，認為離過婚的男人依然有資格再次得到幸福，支持小光跟季杰在一起。 | 3-28,30-33,35,43,45-54,61-63                             |
| 徐崧育   | 溫大威 | 溫廣德、鄧麗芳的兒子，溫小光的弟弟。對姊姊的請求，都要求以金錢作答謝。對太空科學很有興趣。 人精一枚，毫不掩飾對自家姐姐的毒舌，但在溫小光徹夜不歸的時候，心中是極在乎的。喜歡過鄰居大姊姊江心怡及學姊蔣安妮。 目前從事遊戲 APP的研發工作。 | 1-6,9-36,39-42,44-47,50-51,53-55,58-65                   |

### 友情客串
| 演員   | 角色     | 介紹 | 登場集數    |
| 安心亞 | Amber    | 31歲，2016年女模特兒。 | 1           |
| 李沛旭 | 紐哥     | 溫小光的老闆 已經積欠小光數月薪水，成功接到一年一千萬的案子後，請小光入股、並稱小光為光董，實際上是因為經營不善、捲款而逃後，將所有債務留給小光。 | 1,53-54     |
| 邱竩恬 | 童年小光 | 溫小光小時候。 | 1,5,23      |
| 廖柏翔 | 童年阿遠 | 江心遠小時候。 | 1,5         |
| Vicky  | 秀珍     | 曾甜美事業往來朋友，顧愛青瑜珈課同學，江鐵雄相親對象，喜歡江鐵雄。 撞見顧愛青和江鐵雄在菜市場的親暱舉動，不管不顧的便在和眾人聚餐時把所有事情攤牌。                                                                                                  | 15,30-31    |
| 孫耀威 | 孫耀威   | 溫小光喜歡的歌手。救了差點被車撞的溫小光，還提醒了她要多加注意，圓了溫小光想見到他的願望。 | 21          |
| 黃莉   | 小智     | 溫廣德高中時期一起玩樂團的同學。 | 27-28       |
| 蔣黎麗 | 溫大娟   | 溫廣德的大姊。 | 35          |
| 周丹薇 | 季媽     | 素食主義者，平時忙於工作，從美國返台到溫家探視季杰，看見季杰為了小光而有很大的改變而感到震驚。不希望季杰與小光一家人太親近，要求季杰休學回美國，因為溫媽的一番話，以及季杰坦承對小光的感情與不想離開的心情，跟季杰交換條件，答應讓他搬回溫家。20年後因癌症去世。 | 37-38,40-41 |
| 鄭雅勻 | 江心怡   | 江鐵雄的女兒，江心遠的姊姊，到法國留學唸書，為了參加阿遠的畢業典禮而回國。知道媽媽還活著的事實，希望爸爸能夠原諒媽媽當年的離開、一家團圓，後贊成爸爸追求自己的幸福。                                                                                 | 42-43       |
| 謝寶萱 | Sunny    | 在咖啡廳打工的女孩，聽見包爸與溫爸的談話而興起貪念，故意接近包爸且謊稱母親急需開刀的費用而向他借錢，最終目的是與男友一起設計包爸、並要求遮羞費十萬，也差點害包爸與包媽離婚。                                                                         | 45-47       |
| 陳翊睿 | 麥可     | 包子重考班的老師，也是包子的初戀男友，因為包子家有錢而與其交往，最後被包子發現劈腿而分手。悠悠的親生父親。 | 51          |
| 吳承璟 | 簡仁邦   | 小光大學時代的學長與男友，後來無故與小光分手，並將送小光的禮物收回。與小光分手多年後，以為了兩人的將來作理由，跟小光借五萬元週轉，是名副其實的渣男。                                                                                                 | 52,54       |
| 詹子晴 | 悠悠     | 18-19歲，博啟的繼女，麥可與包子的女兒。喜歡俊朋（稱俊朋為俊朋哥）。 | 54-55       |
| 李沛瑾 | 菲比     | 小光大學同學，水水化妝品公司主管，與俊朋在研討會上巧遇，是個花蝴蝶，喜歡俊朋。 | 61          |
| 黃嘉千 | 黎總     | 小光的客戶，時尚品牌公司主管 ，嫌棄小光的穿著品味，原本不想跟小光談生意，後因季杰出面解圍並稱小光是未婚妻，才同意與小光合作。 | 65-66       |

### 特別演出
| 演員 | 角色   | 介紹 | 登場集數  |
| 梅芳 | 溫小坊 | 溫小光、溫大威的奶奶，獨自一人住在南部老家，時常會寄自己種的蔬菜與飼養的雞鴨給兒媳，第34集登場時，罹患阿茲海默症。第41集劇情交代因病過世。 | 7-8,34-36 |

## 電視劇歌曲
- 音樂提供：相信音樂

| 曲別   | 歌名         | 演唱者                                    | 作詞                   | 作曲     | 出現集數       |
| 片頭曲 | 乾杯         | 五月天                                    | 陳信宏                 | 陳信宏   | 第1集－第17集  |
| 片頭曲 | 後來的我們   | 五月天                                    | 陳信宏                 | 溫尚翊   | 第18集－第66集 |
| 片尾曲 | 十年後       | 劉若英                                    | 張簡君偉               | 張簡君偉 | 第1集－第40集  |
| 片尾曲 | 還是想念     | 家家                                      | Hush                   | Hush     | 第41集－第64集 |
| 插曲   | 我只在乎你   | 鄧麗君                                    | 慎芝                   | 三木     |                |
| 插曲   | 曾經美麗過   | 家家                                      | 謝宇威、何穎怡、李維菁 | 謝宇威   |                |
| 插曲   | 大眼睛       | 翻唱：馬念先 原唱：高凌風                 | 湯尼                   | 瓊瑤     |                |
| 插曲   | 蝴蝶飛呀     | 翻唱：布魯斯、楊銘威、安俊朋 原唱：小虎隊 | 李子恆                 | 李子恆   |                |
| 插曲   | 素描         | 黃韻玲                                    | 黃韻玲                 | 黃韻玲   | 第49集         |
| 插曲   | 最重要的小事 | 五月天                                    | 陳信宏                 | 蔡昇晏   | 第64集         |
| 插曲   | 乾杯         | 五月天                                    | 陳信宏                 | 陳信宏   |                |

## 收視率

### 中視首播
| 週數       | 播映日期                      | 集數       | 平均收視率 | 收視排名                                                                             | 備註                                                                                      |
| ---------- | ----------------------------- | ---------- | ---------- | ------------------------------------------------------------------------------------ | ----------------------------------------------------------------------------------------- |
| 1          | 2016年7月12日－2016年7月15日  | 1-4        | 0.83       | 5 春花望露：4.69 甘味人生：3.73 加油！美玲：1.87 我的極品男友：1.30                  |                                                                                           |
| 2          | 2016年7月18日－2016年7月22日  | 5-9        | 0.76       | 5 春花望露：4.37 甘味人生：3.81 加油！美玲：1.87 我的極品男友：1.41                  |                                                                                           |
| 3          | 2016年7月25日－2016年7月29日  | 10-14      | 0.84       | 5 春花望露：4.64 甘味人生：3.47 加油！美玲：1.82 我的極品男友：1.54                  |                                                                                           |
| 4          | 2016年8月1日－2016年8月5日    | 15-19      | 0.70       | 5 春花望露：4.76 甘味人生：3.46 加油！美玲：1.88 我的極品男友：1.62                  |                                                                                           |
| 5          | 2016年8月8日－2016年8月12日   | 20-24      | 0.76       | 5 春花望露：4.69 甘味人生：3.90 加油！美玲：1.55 我的極品男友：1.49                  |                                                                                           |
| 6          | 2016年8月15日－2016年8月19日  | 25-29      | 0.96       | 5 春花望露：4.35 甘味人生：3.88 我的極品男友：1.74 加油！美玲：1.45                  |                                                                                           |
| 7          | 2016年8月22日－2016年8月26日  | 30-34      | 1.00       | 5 春花望露：4.39 甘味人生：3.55 我的極品男友：1.85 加油！美玲：1.44                  |                                                                                           |
| 8          | 2016年8月29日－2016年9月2日   | 35-39      | 1.06       | 4 春花望露：4.70 甘味人生：3.71 加油！美玲：1.24                                     | 8/30（二）4歲以上收視1.20、25-49歲分眾收視也達1.25 黃仁德霸氣開口向劉奕兒索吻失敗的劇情。 |
| 9          | 2016年9月5日－2016年9月9日    | 40-44      | 1.08       | 4 春花望露：4.45 甘味人生：3.52 加油！美玲：1.23                                     |                                                                                           |
| 10         | 2016年9月12日－2016年9月16日  | 45-49      | 0.86       | 5 春花望露：4.65 甘味人生：3.04 加油！美玲：1.14 愛上哥們：1.01                      |                                                                                           |
| 11         | 2016年9月19日－2016年9月23日  | 50-54      | 1.03       | 5 春花望露：4.45 甘味人生：3.95 加油！美玲：1.25 愛上哥們：1.12                      |                                                                                           |
| 12         | 2016年9月26日－2016年9月30日  | 55-59      | 1.32       | 3 春花望露：4.93 甘味人生：3.99 加油！美玲：1.11                                     |                                                                                           |
| 13         | 2016年10月3日－2016年10月7日  | 60-64      | 1.13       | 5 春花望露：5.41 甘味人生：3.77 螺絲小姐要出嫁：1.59 愛上哥們：1.33 加油！美玲：1.10 |                                                                                           |
| 14         | 2016年10月10日—2016年10月11日 | 65-66      | 1.52       | 3 春花望露：5.3 甘味人生：3.31 加油！美玲：1.13 螺絲小姐要出嫁： 多桑の純萃年代：    | 10/11（二）1.79（4歲以上平均收視），尾段更飆到1.94                                        |
| 平均收視率 | 平均收視率                    | 平均收視率 | 0.99       |                                                                                      |                                                                                           |

- 同時段節目：
  - 三立：
    - 三立台灣台：《甘味人生》
    - 三立都會台：《我的極品男友》/《愛上哥們》/ 《螺絲小姐要出嫁》

  - 台視：《加油！美玲》
  - 民視：《春花望露》
  - 華視：《火車情人》/《海海人生》/《羋月傳》
  - 大愛：《我和我母親》/《我家的方程式》/《阿寬》
  - 八大綜合台：《終極一班4》/《終極遊俠》
- 由AC尼爾森調查，調查範圍是四歲以上收看電視之觀眾。
- 資料來源：台灣-偶像劇場 （页面存档备份，存于）、凱絡媒體週報 （页面存档备份，存于）

## 劇中場景之時代差異
- 劇中描述顧俊朋與溫小光於1996年考上世新大學傳播系，然世新大學在當時還稱世界新聞傳播學院（1991年8月~1997年7月）。
- 1995年季帶小光到台灣大學門口，希望小光勵志考上台大的場景中，有一輛「YouBike微笑單車」騎過，然此整套系統是在2012年11月30日正式啟用的
- 劇中會出現不屬於那個年代的語言。當時未有「女神」（「漂亮的女生」之意）「腦袋有洞」等。
- 第44集劇中1996年主角演出聯考的最後一堂是三民主義，但三民主義是共同科目，應該是7月2日考，如果主角們是是第一類組（7月2日及7月3日考），三民主義就該是第一天考試才是。
- 第44集劇中1996年主角們考完試，在校門口鏡頭帶到張貼的是「大學入學考試中心指定科目考試」（指考之意），是2002年廢除聯考後開始實施的，1996年當年的大學入學考試稱作「聯考」（大學聯合招生考試）。
- 劇中主角高中年代應仍有髮禁存在

## 製作團隊
- 製作人：王珮華
- 執行製作人：卓有謙
- 統籌：林宜鋒
- 導演：明金成、蔡東文
- 編劇：張綺恩、李婕瑀、洪嘉均、陳秋茹
- 製作單位：王珮華工作室

## 冠名贊助單位
- 中視：無冠名贊助
- 中天：大成鋼集團百麗樂百麗窗

## 外部連結
- 美好年代的Facebook專頁
- 官方网站－中視
- 美好年代 LINE TV頻道 （页面存档备份，存于）

## 電視節目的變遷
| 臺灣 中視主頻 每週一至週五 20:00 - 21:00 · 10月11日20:00 - 20:30         | 臺灣 中視主頻 每週一至週五 20:00 - 21:00 · 10月11日20:00 - 20:30                        | 臺灣 中視主頻 每週一至週五 20:00 - 21:00 · 10月11日20:00 - 20:30                        |
| ------------------------------------------------------------------------ | --------------------------------------------------------------------------------------- | --------------------------------------------------------------------------------------- |
|                                                                          | 美好年代 （2016年7月12日－2016年10月11日）                                              |                                                                                         |
| 女醫·明妃傳 （調整為21:00 - 22:00播出） （2016年6月15日－2016年7月11日） | 多桑の純萃年代特輯 （2016年10月11日） 多桑の純萃年代 （2016年10月12日－2016年12月27日） |                                                                                         |
| 臺灣 中天娛樂台 每週一至週五 19:00 - 20:00 · 10月11日19:00 - 21:30       |                                                                                         |                                                                                         |
| 我和我母親 （調整為19:00 - 20:00播出） （2016年7月8日－2016年7月11日）   | 美好年代 （2016年7月12日－2016年10月11日）                                              | 多桑の純萃年代特輯 （2016年10月11日） 多桑の純萃年代 （2016年10月12日－2016年12月27日） |